# 金愷
金愷（1422年—1483年），後改姓陸，字元之，直隸常州府武進縣人，軍籍，明朝政治人物。

## 生平
正統九年（1444年）甲子科應天鄉試第四十二名舉人，十年（1445年）中式乙丑科會試第二十二名，二甲第五十名進士。授南京吏部主事，改北京戶部主事，升郎中，乞歸，成化十九年（1483年）卒於家。

## 家族
曾祖金彥名；祖父金朝宗；父金淵，奉化縣訓導，贈戶部郎中。子陸簡、陸節、陸筌、陸策、陸篪、陸範。